# USS Nevada (BB-36)
USS Nevada (BB-36) (tên lóng: "Cheer Up Ship"), chiếc tàu chiến thứ hai của Hải quân Hoa Kỳ được đặt theo tên của tiểu bang thứ 36 của Hoa Kỳ, là chiếc dẫn đầu trong số hai chiếc thiết giáp hạm thuộc lớp Nevada; chiếc tàu cùng loại với nó chính là chiếc Oklahoma. Được hạ thủy vào năm 1914, Nevada là một cú nhảy vọt trong kỹ thuật tàu chiến hạng nặng, với bốn trong số các đặc tính của nó hiện diện trên tất cả các thiết giáp hạm Mỹ sau này: tháp pháo với ba khẩu súng chính, súng phòng không, thay thế than bằng dầu làm nhiên liệu, và nguyên tắc "tất cả hoặc không có gì" khi thiết kế vỏ giáp. Các đặc tính này làm cho Nevada trở thành chiếc thiết giáp hạm "Siêu Dreadnought" đầu tiên của Hải quân Mỹ.
Nevada đã phục vụ trong cả hai cuộc chiến tranh thế giới: trong những tháng cuối cùng của Thế chiến thứ nhất, Nevada đặt căn cứ tại vịnh Bantry, Ireland để bảo vệ các đoàn tàu vận tải đi và đến nước Anh. Trong Thế chiến thứ hai, nó là một trong những thiết giáp hạm bị kẹt lại bên trong vịnh khi Hải quân Nhật tấn công Trân Châu Cảng. Nó là chiếc thiết giáp hạm duy nhất di chuyển được trong cuộc tấn công, khiến cho nó trở thành "điểm sáng duy nhất trong ngày ảm đạm và suy sụp đó" của nước Mỹ. Dù vậy, nó vẫn bị đánh trúng một quả ngư lôi và ít nhất sáu trái bom trong khi di chuyển ra khỏi nơi neo đậu hàng thiết giáp hạm, buộc nó phải tự mắc cạn gần bờ. Sau khi được trục vớt và hiện đại hóa tại xưởng hải quân Puget Sound, Nevada phục vụ trong việc hộ tống các đoàn tàu vận tải tại vùng biển Đại Tây Dương, và yểm trợ hỏa lực cho nhiều cuộc tấn công đổ bộ tại Normandie và tại miền Nam nước Pháp; trong trận Iwo Jima và trận Okinawa tại mặt trận Thái Bình Dương.
Sau khi kết thúc Thế chiến thứ hai, Hải quân Mỹ đánh giá chiếc Nevada đã quá cũ để có thể giữ lại, nên họ đã dùng nó như một mục tiêu trong các cuộc thử nghiệm nguyên tử được thực hiện tại đảo san hô Bikini vào tháng 7 năm 1946 (Chiến dịch Crossroad). Sau khi chịu đựng hai trái bom nguyên tử, nó vẫn có thể nổi được nhưng bị hư hại và bị nhiễm phóng xạ nặng nề. Nó được cho ngừng hoạt động vào ngày 29 tháng 8 năm 1946 và bị đánh chìm trong một cuộc thực tập tác xạ pháo hải quân vào ngày 31 tháng 7 năm 1948.

## Thiết kế và chế tạo

### Thiết kế

Sơ đồ chiếc Nevada trước khi được cải tạo năm 1927

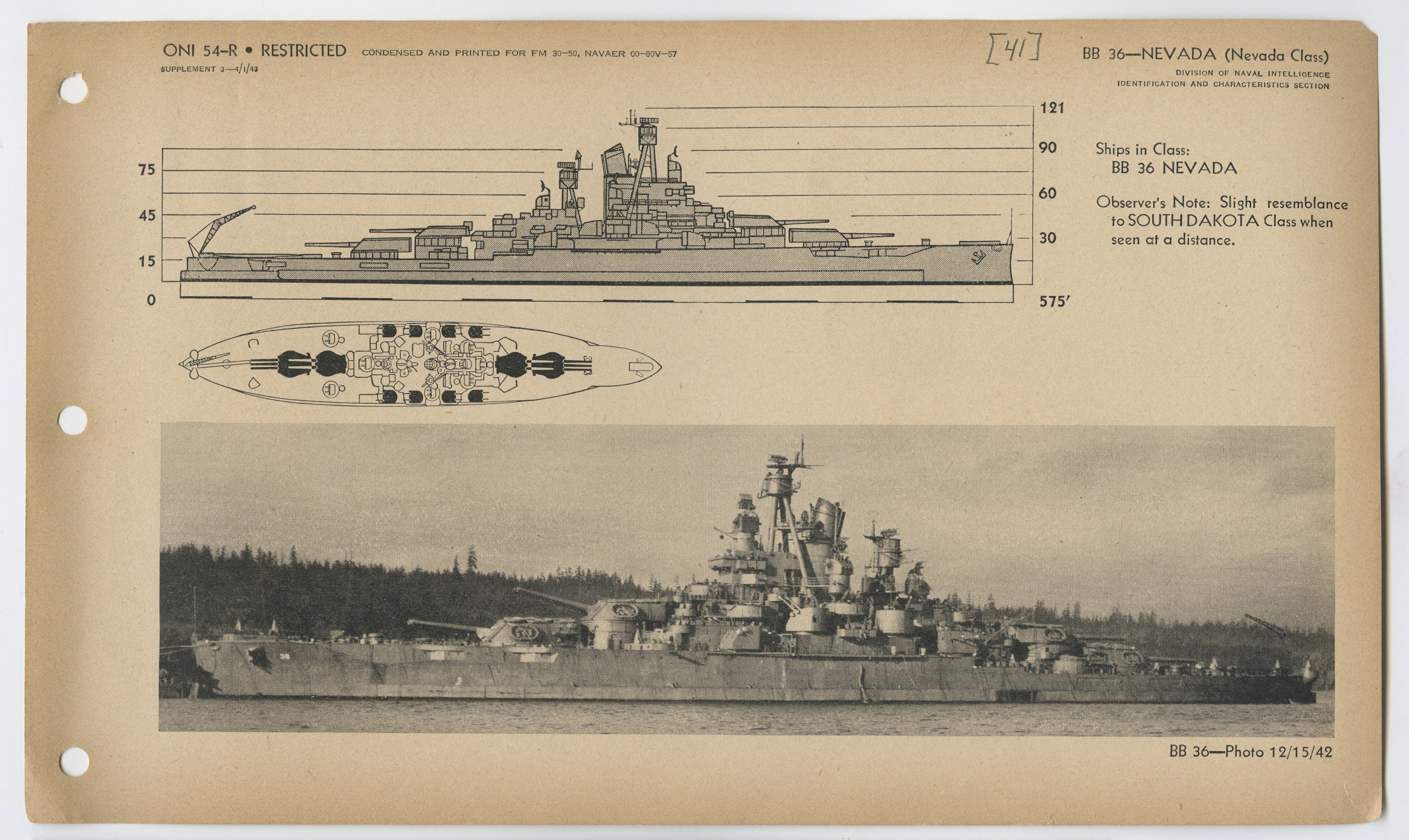
Sơ đồ chiếc Nevada sau khi được sửa chữa và hiện đại hóa năm 1942, hình của Cục tình báo Hải quân Mỹ.

Là chiếc thiết giáp hạm đầu tiên thuộc thế hệ thứ hai và cũng là chiếc đầu tiên thuộc loại "Siêu-Dreadnought" của Hải quân Mỹ, Nevada được các sử gia hiện tại mô tả như là "cách mạng" và "tiên tiến như chiếc Dreadnought vào thời của nó". Vào lúc nó hoàn thành vào năm 1916, báo New York Times nhấn mạnh rằng nó là "chiếc thiết giáp hạm vĩ đại nhất đang hoạt động" vì nó lớn hơn nhiều so với những chiếc thiết giáp hạm Mỹ đương thời: lượng rẽ nước của nó gần gấp ba lần so với chiếc thiết giáp hạm cũ thế hệ Tiền-Dreadnought Oregon (1890), gần gấp hai lần so với chiếc Connecticut (1904), và nặng hơn gần 8.000 tấn so với một trong những chiếc dreadnought đầu tiên, Delaware, chỉ mới được chế tạo bảy năm trước chiếc Nevada.
Nevada là chiếc thiết giáp hạm đầu tiên của Mỹ có tháp pháo ba khẩu pháo, một ống khói duy nhất, pháo phòng không, và dùng nhiên liệu dầu để cung cấp động năng. Đặc biệt, việc sử dụng dầu khiến cho con tàu có ưu thế kỹ thuật so với những chiếc đốt than cũ hơn, vì dầu có hiệu quả hơn than do cung cấp một bán kính hoạt động lớn hơn với cùng một khối lượng nhiên liệu. Đây là mối quan tâm lớn của Hội đồng Tướng lĩnh Hải quân vào lúc đó. Vào năm 1903, Hội đồng nhận định rằng mọi thiết giáp hạm Mỹ phải có bán kính hoạt động tối thiểu là 9.700 km (6.000 dặm) để Hoa Kỳ có thể thực hiện được Học thuyết Monroe. Một trong những mục đích chính của Hạm đội Great White, từng đi vòng quanh thế giới trong những năm 1907– 1908, là để chứng minh cho Nhật Bản thấy rằng Hải quân Mỹ có thể "mang mọi cuộc đối đầu hải quân đến vùng biển nhà Nhật Bản". Có thể do hậu quả của điều này, những thiết giáp hạm sau năm 1908 chủ yếu được thiết kế để "đi được 8.000 dặm ở tốc độ đường trường"; là khoảng cách giữa San Pedro nơi hạm đội đặt căn cứ, và Manila là nơi mà hạm đội dự định phải chiến đấu theo bản Kế hoạch chiến tranh Cam là 6.550 hải lý (12.100 km, 7.500 dặm), tầm hoạt động rõ ràng là mối quan tâm chính của Hải quân Mỹ. Hơn nữa, nhiên liệu dầu cũng giúp giảm bớt nhân sự cần cho các lò đốt; kỹ sư trên chiếc Delaware đã ước lượng rằng 100 thợ đốt lò (stoker) và 112 người chuyển than có thể được thay bằng 24 người, do đó giảm bớt số khoang cabin trên tàu; giúp giảm tải trọng, giảm lượng nước và tiếp liệu mà con tàu cần mang theo.
Thêm vào đó, Nevada có được lớp vỏ giáp tối đa bên trên các vùng trọng yếu, như hầm đạn và động cơ, và không có vỏ giáp trên những nơi không quan trọng, cho dù những thiết giáp hạm trước đây có vỏ giáp với độ dày khác nhau tùy theo tầm quan trọng của vùng nó bảo vệ. Thay đổi tận căn bản này về sau được biết đến như là nguyên tắc "tất cả hoặc không có gì", mà sau đó được các lực lượng hải quân chủ yếu trên thế giới áp dụng cho thiết giáp hạm của họ. Với sơ đồ vỏ giáp mới được áp dụng, trong lượng của vỏ giáp trên chiếc thiết giáp hạm mới chiếm đến 41,1% tổng lượng rẽ nước.
Kết quả của tất cả các thay đổi trong thiết kế so với những thiết giáp hạm trước đây, Nevada trở thành chiếc đầu tiên của loại thiết giáp hạm được gọi là "Tiêu chuẩn". Các đặc tính "chuẩn" này là sử dụng dầu đốt, nguyên lý vỏ giáp "tất cả hoặc không có gì", và sự sắp xếp hỏa lực pháo chính thành bốn tháp pháo đôi hoặc ba mà không có tháp pháo nào ở vị trí giữa tàu.
Hai chiếc thiết giáp hạm thuộc lớp Nevada trong thực tế giống như nhau ngoại trừ phần động lực của chúng: Oklahoma được trang bị kiểu động cơ hơi nước kiểu cũ hơn ba buồng bành trướng đặt dọc, trong khi Nevada có động cơ turbine hơi nước Curtis.

### Chế tạo và chạy thử máy

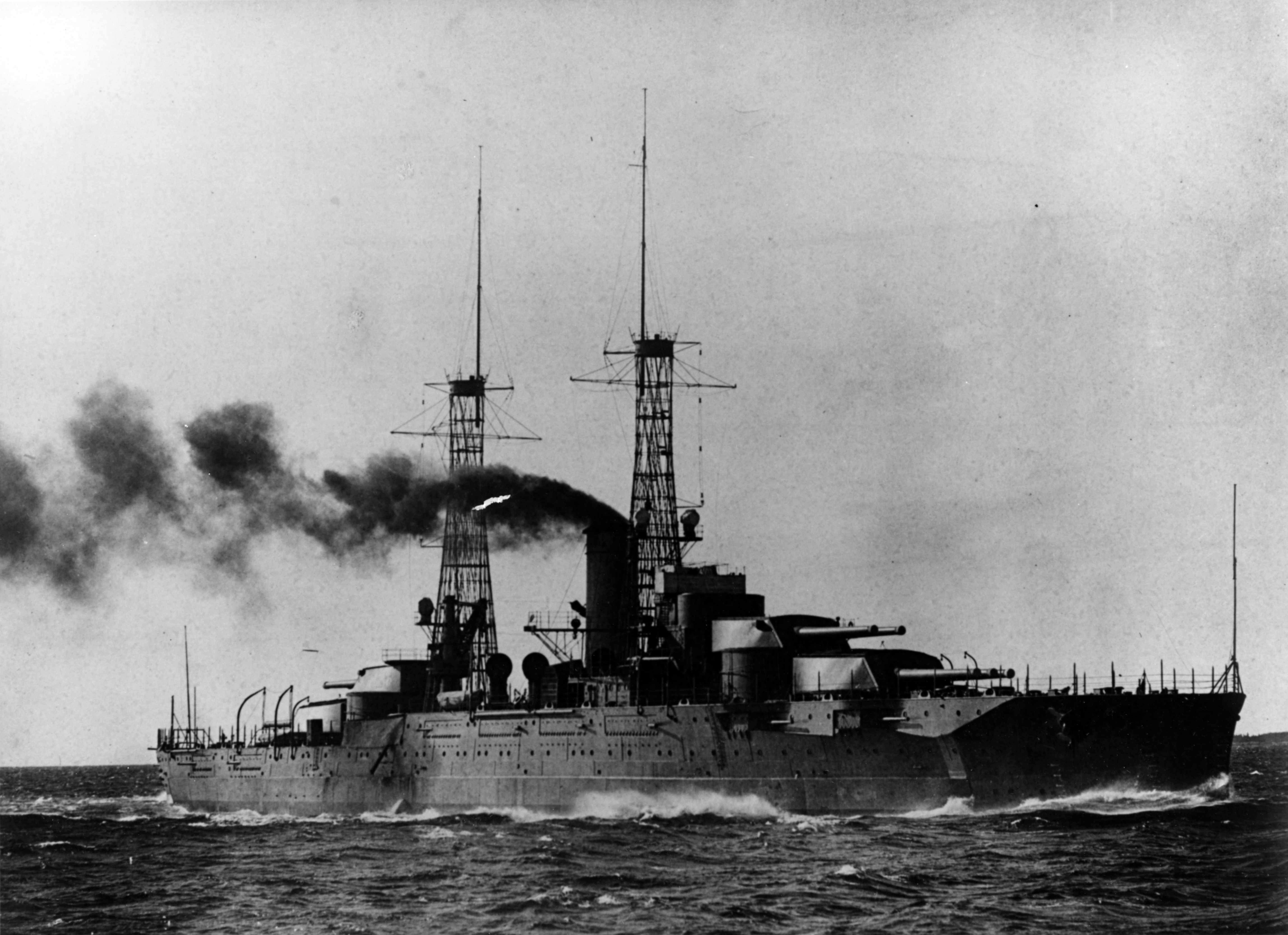
Nevada trong khi đang chạy thử máy vào đầu năm 1916.

Kế hoạch chế tạo Nevada được thông qua bởi một đạo luật của Quốc hội vào ngày 4 tháng 3 năm 1911. Hợp đồng chế tạo được giao cho Fore River Shipbuilding Company vào ngày 22 tháng 1 năm 1912 với tổng trị giá 5.895.000 Đô la Mỹ (không bao gồm vỏ giáp và vũ khí), và thời gian chế tạo được dự trù lúc ban đầu là 36 tháng. Một hợp đồng thứ hai được ký kết vào ngày 31 tháng 7 năm 1912 với một khoản tiền 50.000 Đô la chi phí bổ sung cho bộ hộp số chạy đường trường cho mỗi trục cánh quạt; và hợp đồng này cũng kéo dài thời gian chế tạo thêm năm tháng. Lườn của nó được đặt vào ngày 4 tháng 11 năm 1912, và đến ngày 12 tháng 8 năm 1914, con tàu được hoàn thành đến 72,4%. Nevada được hạ thủy vào ngày 11 tháng 7 năm 1914; nó được đỡ đầu bởi Eleanor Anne Seibert, cháu gái của Thống đốc tiểu bang Nevada Tasker Oddie và là một hậu duệ của Bộ trưởng Hải quân đầu tiên của Hoa Kỳ Benjamin Stoddert. Buổi lễ hạ thủy có sự tham dự của nhiều quan chức chính phủ nổi bật, bao gồm Thống đốc Oddie, Thống đốc bang Massachusetts David I. Walsh, Nghị sĩ bang Nevada Key Pittman, Bộ trưởng Hải quân Josephus Daniels và Phụ tá Bộ trưởng Franklin D. Roosevelt, người sẽ trở thành Tổng thống thứ 32 của Hoa Kỳ.
Sau đó Nevada trải qua nhiều cuộc thử nghiệm và chạy thử máy khác nhau trước khi được cho hoạt động nhằm đảm bảo nó đáp ứng các điều kiện trong hợp đồng. Chúng được bắt đầu vào ngày 4 tháng 11 năm 1915, khi con tàu thực hiện một chuyến đi kéo dài 12 giờ dọc theo bờ biển New England, đạt được tốc độ tối đa 40 km/h (21,4 knot). Mặc dù công việc nghiệm thu nó bị gián đoạn vào ngày 5 tháng 11 do một cơn cuồng phong và biển động, chúng được tiếp tục vào ngày 6 bằng thử nghiệm độ tiêu hao nhiên liệu; bao gồm một chuyến đi kéo dài 24 giờ khi Nevada di chuyển ở vận tốc 18 km/h (10 knot). Kết quả thử nghiệm là tích cực: lượng dầu tiêu thụ của chiếc tàu chiến thấp hơn 6 pound mỗi knot so với yêu cầu của hợp đồng. Một thử nghiệm khác kéo dài 12 giờ ở tốc độ 28 km/h (15 knot) cho kết quả còn tốt hơn nữa với 10 pound ít hơn cho mỗi knot. Sau khi hoàn tất mọi thử nghiệm trên và các cuộc chạy thử ngoài khơi Rockland, Maine, Nevada di chuyển đến Xưởng Hải quân Boston và Xưởng Hải quân New York để lắp đặt thiết bị, ống phóng ngư lôi và vũ khí. Sau khi mọi sự chuẩn bị hoàn tất, Nevada được đưa vào hoạt động ngày 11 tháng 3 năm 1916 tại Xưởng hải quân Charlestown, và William S. Sims trở thành thuyền trưởng đầu tiên của con tàu mới.

## Lịch sử hoạt động

### Thế chiến thứ nhất

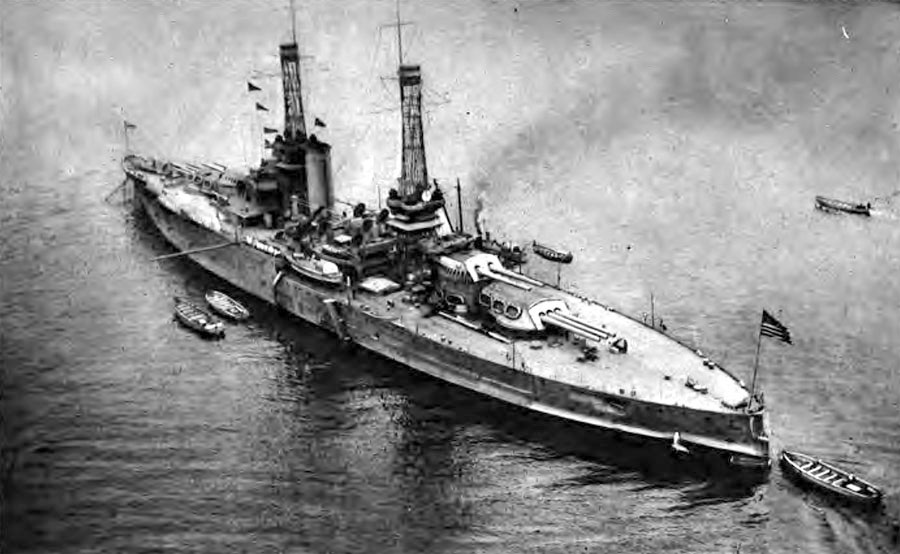
Phần đuôi chiếc Nevada trong giai đoạn Thế Chiến thứ nhất.

Sau khi được trang bị tại xưởng hải quân Boston và New York, Nevada gia nhập Hạm đội Đại Tây Dương tại Newport, Rhode Island vào ngày 26 tháng 5 năm 1916. Trước khi Hoa Kỳ tham gia Thế Chiến thứ nhất, nó thực hiện nhiều chuyến đi huấn luyện và thực hành tại vùng biển ngoài khơi căn cứ của nó ở Norfolk, Virginia, hướng về phía Nam đến tận vùng biển Caribbe trong những chuyến đi này. Hoa Kỳ chính thức tham chiến vào năm 1917, nhưng chiếc thiết giáp hạm mới không được gửi sang bên kia bờ Đại Tây Dương do hoàn cảnh thiếu nhiên liệu dầu đốt tại Anh. Thay vào đó, bốn chiếc thiết giáp hạm đốt than (Delaware, Florida, Wyoming và New York) được lệnh rời Hoa Kỳ tham gia Hạm đội Grand Anh Quốc vào ngày 25 tháng 11 năm 1917; chúng đến nơi ngày 7 tháng 12, và được đặt tên là Hải đội Thiết giáp hạm 6 của Hạm đội Grand. Chiếc thiết giáp hạm thứ năm Texas phải được sửa chữa sau khi bị mắc cạn tại đảo Block, khiến phải trì hoãn việc khởi hành của con tàu đến tận ngày 30 tháng 1 năm 1918, và cuối cùng nó đến được Scotland vào ngày 11 tháng 2. Phải đến tận ngày 13 tháng 8 năm 1918, Nevada mới rời Mỹ sang Anh Quốc, trở thành chiếc tàu chiến Mỹ cuối cùng tham gia hạm đội.
Sau chuyến đi kéo dài mười ngày, nó đến Berehaven, Ireland vào ngày 23 tháng 8. Cùng với chiếc thiết giáp hạm Utah và chiếc tàu chị em Oklahoma, cả ba chiếc tàu chiến được gọi tên lóng là "Hải đội vịnh Bantry "; trong khi một cách chính thức đây là Đội Thiết giáp hạm 6 dưới quyền chỉ huy của Chuẩn Đô đốc Thomas S. Rodgers, vốn chọn Utah làm soái hạm của mình. Trong giai đoạn còn lại trước khi Thế Chiến thứ nhất kết thúc, ba chiếc thiết giáp hạm này hoạt động tại vùng biển ngoài khơi cảng, hộ tống các đoàn tàu vận tải lớn và giá trị đi đến quần đảo Anh Quốc nhằm đảm bảo rằng các tàu chiến hạng nặng của Đức không thể lọt qua được đội hình của Hạm đội Grand Anh Quốc để tấn công các tàu buôn vốn chỉ được hộ tống yếu kém bởi các tàu tuần dương cũ. Điều này chưa bao giờ xảy ra, và chiến tranh kết thúc vào ngày 11 tháng 11 mà Nevada chưa có dịp đối mặt cùng đối phương trong chiến tranh. Trong giai đoạn phục vụ tại phía Đông Đại Tây Dương, Nevada từng thực hiện một chuyến đi tuần tra đến Bắc Hải, nhưng các nguồn dẫn đã không xác định được thời điểm cụ thể.
Vào ngày 13 tháng 12, Nevada cùng chín thiết giáp hạm khác (Florida, Utah, Wyoming, Arkansas, New York, Texas, Oklahoma, Pennsylvania, Arizona) và 28 tàu khu trục đã hộ tống chiếc tàu chở khách George Washington cùng Tổng thống Woodrow Wilson đi đến Brest, Pháp trong ngày cuối cùng của chuyến đi tham dự Hội nghị hòa bình Paris. Thoạt đầu kế hoạch dự định cho hạm đội gặp gỡ George Washington và lực lượng hộ tống (chiếc thiết giáp hạm Pennsylvania cùng bốn tàu khu trục) cách bờ biển Brest 2.400 km (1.500 dặm), nhưng sau đó dự tính này được thay đổi; và lực lượng hạm đội gặp gỡ Tổng thống tại một điểm cách Best "một khoảng ngắn" và hộ tống ông vào cảng. Mười chiếc thiết giáp lên đường quay trở về nhà vào 14 giờ ngày hôm sau, 14 tháng 12. Chúng mất không đầy hai tuần để vượt qua Đại Tây Dương, và về đến New York ngày 26 tháng 12 trong không khí hân hoan của diễu hành và lễ hội ăn mừng việc chiến tranh đã kết thúc.

### Những năm giữa hai cuộc thế chiến

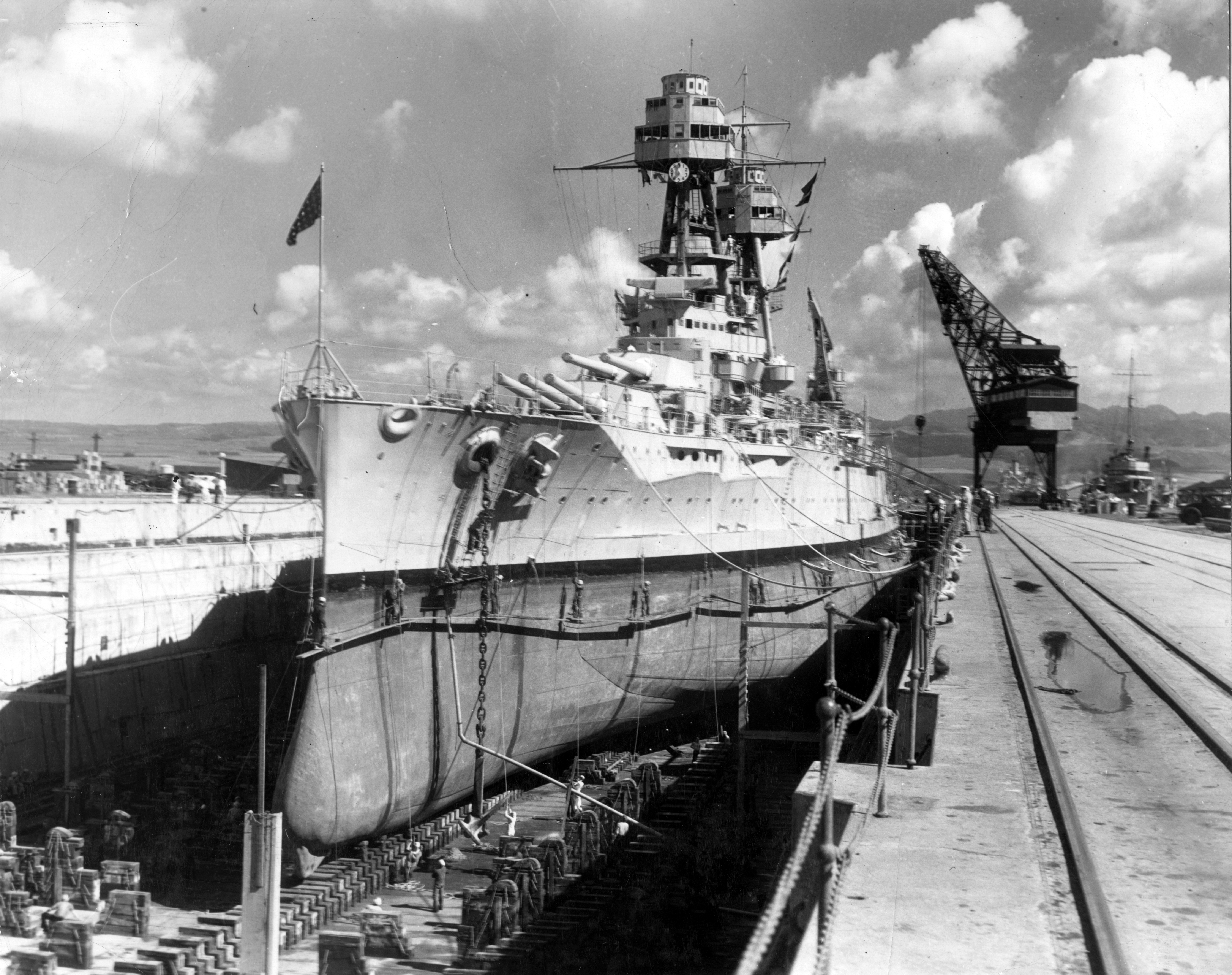
Nevada trong ụ tàu tại Trân Châu Cảng, khoảng năm 1935

Giữa hai cuộc thế chiến, Nevada phục vụ cho cả hạm đội Đại Tây Dương và Thái Bình Dương. Cho dù ban đầu được trang bị 21 khẩu pháo 127 mm (5")/51 caliber để phòng thủ chống tàu khu trục đối phương, số pháo này được giảm xuống còn 12 khẩu vào năm 1918 do các vị trí phía trước và phía sau bị ướt quá mức.
Cùng với chiếc Arizona, Nevada đại diện cho Hoa Kỳ nhân dịp triển lãm Một trăm năm Peru vào tháng 7 năm 1921. Một năm sau đó, cùng với chiếc Maryland, nó quay trở lại Nam Mỹ để hộ tống cho chiếc tàu chở khách Pan America cùng với Ngoại trưởng Charles Evans Hughes trên tàu; tất cả cùng tham gia Lễ kỷ niệm Một trăm năm Độc lập Brazil tại Rio de Janeiro diễn ra từ ngày 5 đến ngày 11 tháng 9 năm 1922. Ba năm sau, từ tháng 7 đến tháng 9 năm 1925, Nevada tham gia "chuyến đi hữu nghị" của Hạm đội Hoa Kỳ đến Australia và New Zealand. Trong chuyến đi này, những con tàu chỉ có được những dịp tiếp tế hạn chế nhưng cũng thực hiện được chuyến đi đến tận Australia và quay về mà không bị trễ hạn. Điều này đã chứng tỏ cho các nước đồng minh và Nhật Bản khả năng của Hải quân Hoa Kỳ có thể thực hiện các chiến dịch vượt qua Thái Bình Dương và đối đầu cùng Hải quân Đế quốc Nhật Bản ngay tại vùng biển nhà của họ, nơi mà cả người Nhật lẫn kế hoạch chiến tranh của Hoa Kỳ đều dự đoán rằng "trận chiến quyết định", nếu có, sẽ diễn ra.
Sau chuyến đi, Nevada được hiện đại hóa tại xưởng hải quân Norfolk từ tháng 8 năm 1927 đến tháng 1 năm 1930, thay đổi kiểu cột buồm dạng "giỏ" thành kiểu cột buồm dạng "ba chân" và các turbine hơi nước được thay thế bằng linh kiện lấy từ chiếc thiết giáp hạm North Dakota vốn vừa được gạch tên khỏi Danh sách Đăng bạ. Ngoài ra, nhiều thay đổi và bổ sung khác nhau cũng được thực hiện: các khẩu pháo chính của nó có góc nâng được tăng lên đến 30 độ cho phép tăng tầm bắn từ 21 km (23.000 yard) lên 31 km (34.000 yard), đai giáp chống ngư lôi được bổ sung trong khi sáu nồi hơi được bố trí lại để dành chỗ cho các đai giáp này, hai máy phóng được bổ sung dành cho ba chiếc máy bay trinh sát cánh kép Vought O2U-3 Corsair, tám khẩu pháo phòng không 127 mm (5")/25 caliber được bổ sung, một thiết kế cấu trúc thượng tầng mới được trang bị, và dàn pháo hạng hai 5"/51 caliber của nó được bố trí lại tương tự như kiểu sắp xếp trên lớp thiết giáp hạm mới New Mexico. Sau đó Nevada phục vụ trong Hạm đội Thái Bình Dương trong mười một năm tiếp theo sau.

### Tấn công Trân Châu Cảng

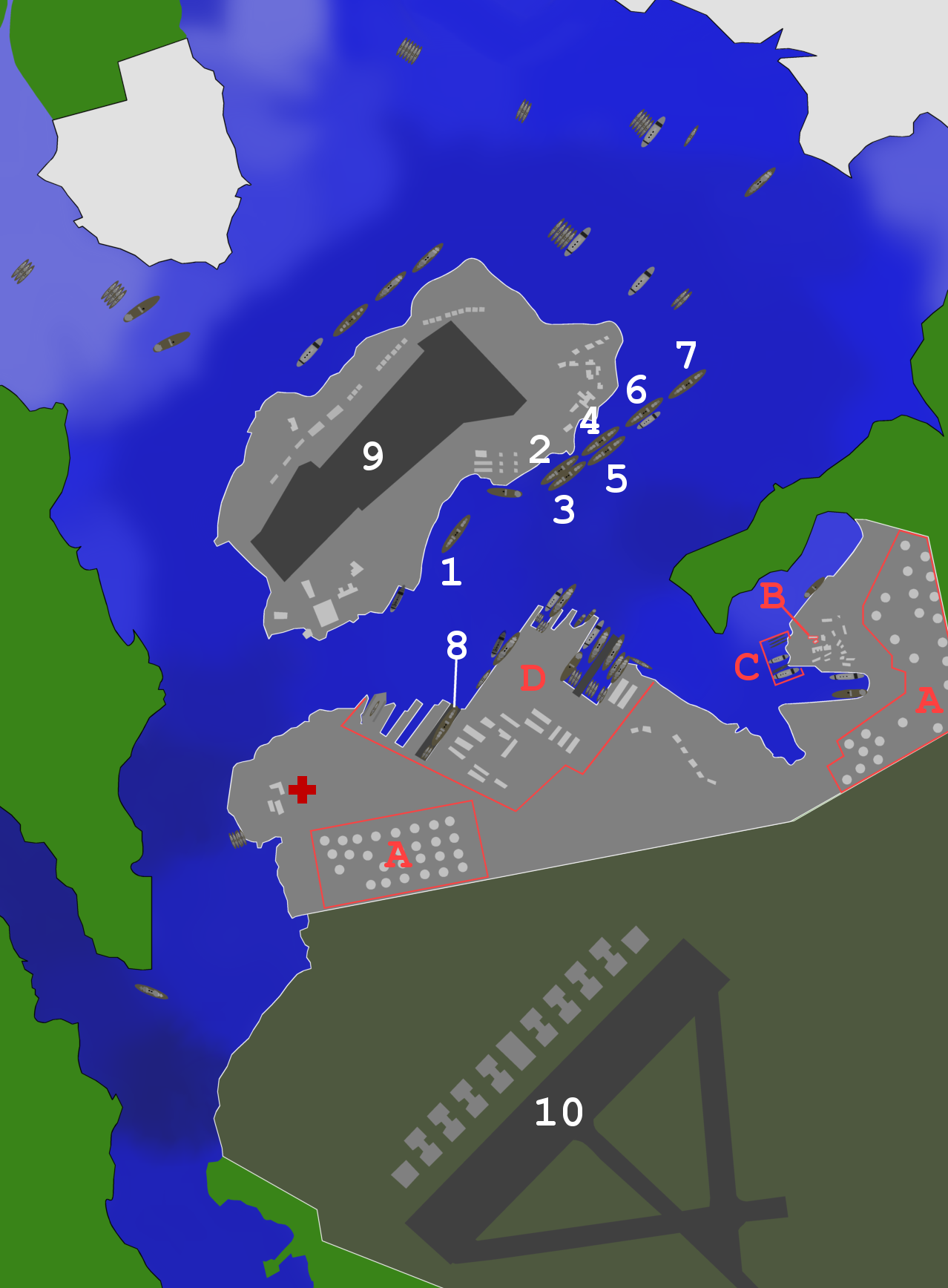
Sơ đồ vị trí các con tàu và các cơ sở của Trân Châu Cảng trong cuộc tấn công.

Vào dịp cuối tuần 6–7 tháng 12, tất cả các thiết giáp hạm của Hạm đội Thái Bình Dương đều buông neo trong cảng lần đầu tiên kể từ ngày 4 tháng 7. Thông thường chúng được "luân phiên" nhau nghỉ ngơi trong cảng: sáu chiếc sẽ ra khơi cùng với lực lượng đặc nhiệm thiết giáp hạm của Phó Đô đốc William S. Pye, trong khi vào tuần lễ kế tiếp sẽ đến lượt lực lượng đặc nhiệm tàu sân bay của Phó Đô đốc William Halsey, Jr.. Tuy nhiên, vì Halsey không thể cho những chiếc thiết giáp hạm tốc độ chậm chạp 31,5 km/h (17 knot) đi cùng những tàu sân bay của ông với tốc độ 55,5 km/h (30 knot)  trong chuyến đi tăng cường thêm máy bay tiêm kích cho lực lượng Thủy quân Lục chiến trên đảo Wake Island; trong khi đến lượt lực lượng của Pye được nghỉ ngơi trong cảng, nơi "được coi là an toàn", nên tất cả các thiết giáp hạm đều buông neo vào buổi sáng hôm đó. Khi mặt trời đã nhô lên bên trên chiếc Nevada và dàn nhạc của con tàu đang cử bài "Morning Colors", thì những chiếc máy bay đã xuất hiện ở chân trời, mở màn cho trận tấn công Trân Châu Cảng.
Neo đậu về phía đuôi chiếc Arizona, và đứng riêng lẻ một mình dọc theo đảo Ford không cặp chung với bất kỳ chiếc thiết giáp hạm nào khác, nên khác với bảy chiếc kia, Nevada đã có thể cơ động để thoát ra khỏi cảng. Khi các xạ thủ phòng không nổ súng và các kỹ sư bắt đầu nâng áp lực hơi nước, một quả ngư lôi Kiểu 91 46 cm (18 inch) duy nhất phát nổ ở khung số 41 khoảng 4 m (14 ft) bên trên lườn vào lúc 8 giờ 10 phút. Đai giáp chống ngư lôi đã chịu đựng được, nhưng các vết rò rỉ qua các chỗ nối đã gây ngập khiến con tàu nghiêng từ 4 đến 5 độ. Nevada chỉnh lại độ nghiêng của con tàu bằng cách cho ngập các ngăn đối xứng và bắt đầu khởi hành lúc 8 giờ 40 phút, và đến lúc đó xạ thủ phòng không trên chiếc Nevada đã bắn rơi được bốn máy bay đối phương.
Khi nó đi ngang cầu tàu Ten-Ten lúc khoảng 9 giờ 50 phút, Nevada bị đánh trúng năm quả bom. Một quả bom phát nổ bên trên bếp dành cho thủy thủ đoàn ở khung 80; một quả khác đánh trúng mạn trái và phát nổ ở sàn bên trên; thêm một quả bom nữa đánh trúng gần tháp pháo số 1 gây thủng những lỗ lớn ở sàn bên trên và sàn chính. Hai quả bom đánh trúng tháp chỉ huy phía trước gần ngăn số 15; một quả xuyên ra ngoài qua hông sàn tàu thứ hai trước khi phát nổ, nhưng quả thứ hai phát nổ bên trong tàu gần các thùng chứa xăng; sự rò rỉ và hơi xăng từ thùng này đã gây ra các đám cháy dữ dội quanh con tàu.
Các đám cháy xăng bùng phát chung quanh tháp súng số 1 có thể đã gây ra những hư hại nghiêm trọng nếu như các hầm pháo chính không trống rỗng. Nhiều ngày trước khi cuộc tấn công diễn ra, tất cả các khẩu đội pháo 356 mm (14 inch) trên những chiếc thiết giáp hạm được thay thế những đầu đạn tiêu chuẩn bởi những đầu đạn nặng hơn, cho phép có độ đâm xuyên tốt hơn và chứa một lượng thuốc nổ lớn hơn, đánh đổi với việc có tầm bắn bị giảm đi đôi chút. Tất cả các đầu đạn và thuốc nổ cũ được dỡ bỏ khỏi các hầm đạn trên chiếc Nevada, và thủy thủ đoàn đang dừng nghỉ sau khi chất nạp xong kiểu đầu đạn mới trước khi tiếp tục nạp thuốc nổ trong ngày Chủ nhật hôm đó.

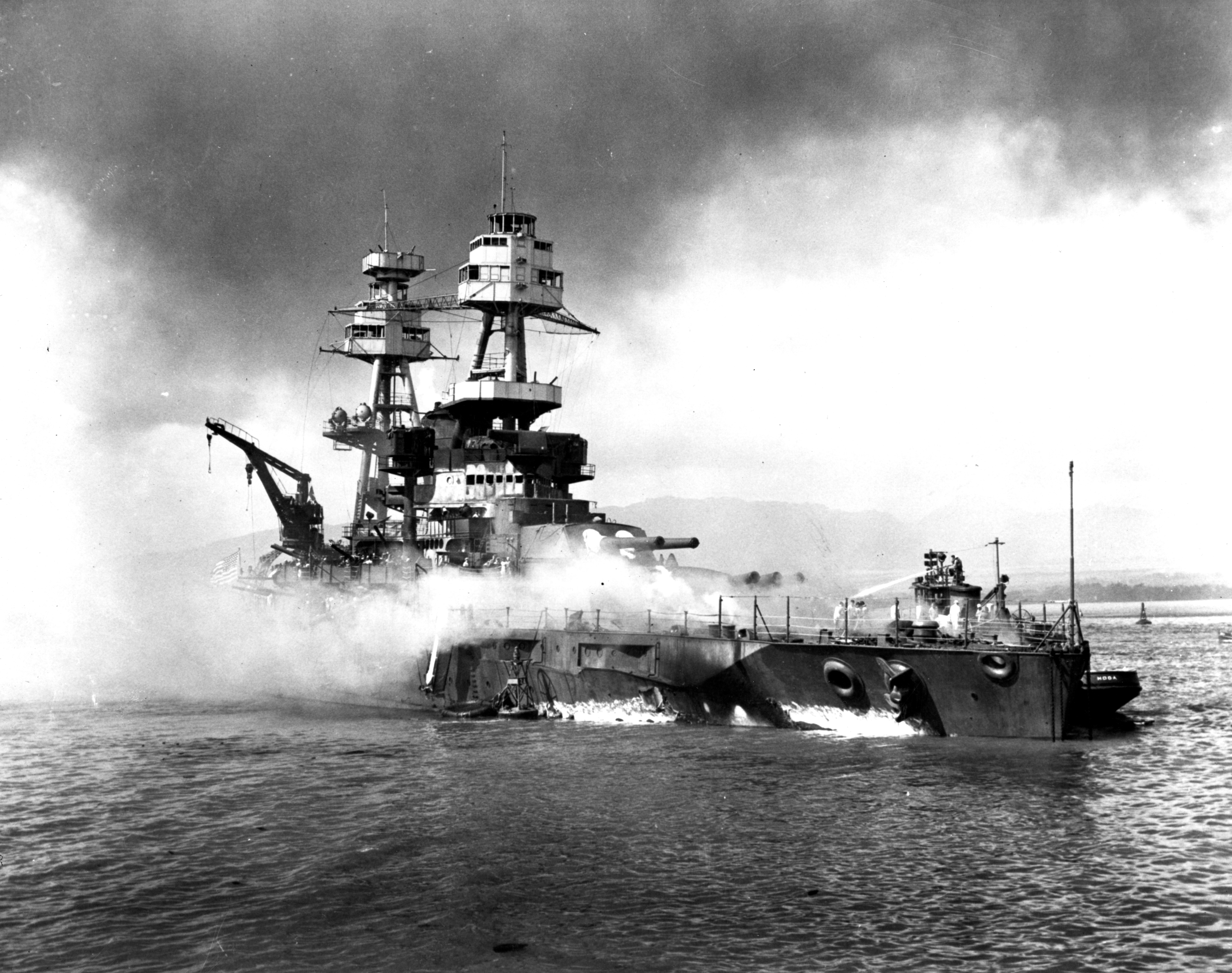
Nevada mắc cạn và bốc cháy tại Hospital Point

Khi những hư hại do bom đã trở nên rõ ràng, Nevada được lệnh hướng đến phía Tây đảo Ford để tránh việc bị đánh chìm ngay trên luồng tàu sẽ khiến nó "trở nên một cái nút thắt chặt phần còn lại của hạm đội trong cái chai." Thay vì vậy, nó được cho mắc cạn tại Hospital Point lúc 10 giờ 30 phút, dưới sự giúp đỡ của chiếc Hoga và chiếc Avocet, cho dù nó đã xoay xở bắn hạ được thêm ba máy bay đối phương trước khi mắc cạn.
Chỉ trong buổi sáng hôm đó, Nevada bị tổn thất với 60 người thiệt mạng và 109 người khác bị thương. Thêm hai người nữa thiệt mạng trên tàu trong chiến dịch trục vớt nó vào ngày 7 tháng 2 năm 1942 khi họ bị ngộ độc khí hydrogen sulfide thoát ra từ giấy và thịt bị phân hủy. Con tàu chịu đựng ít nhất sáu quả bom và một quả ngư lôi, "có thể con tàu đã bị đánh trúng đến mười quả bom, [...] vì một số hư hại có kích thước lớn đến mức có thể cho là nơi đó bị đánh trúng nhiều hơn một quả bom."

### Attu và ngày D tại Normandie

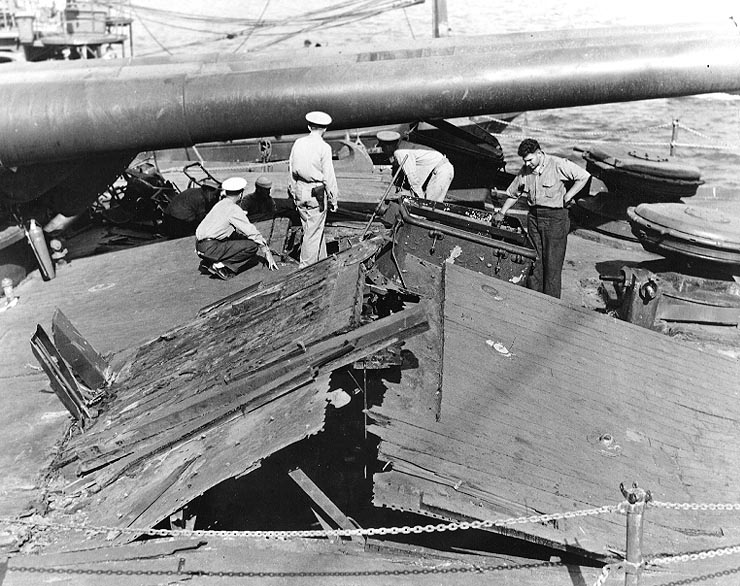
Hư hại do một trong những quả bom đã đánh trúng Nevada trong trận tấn công Trân Châu Cảng

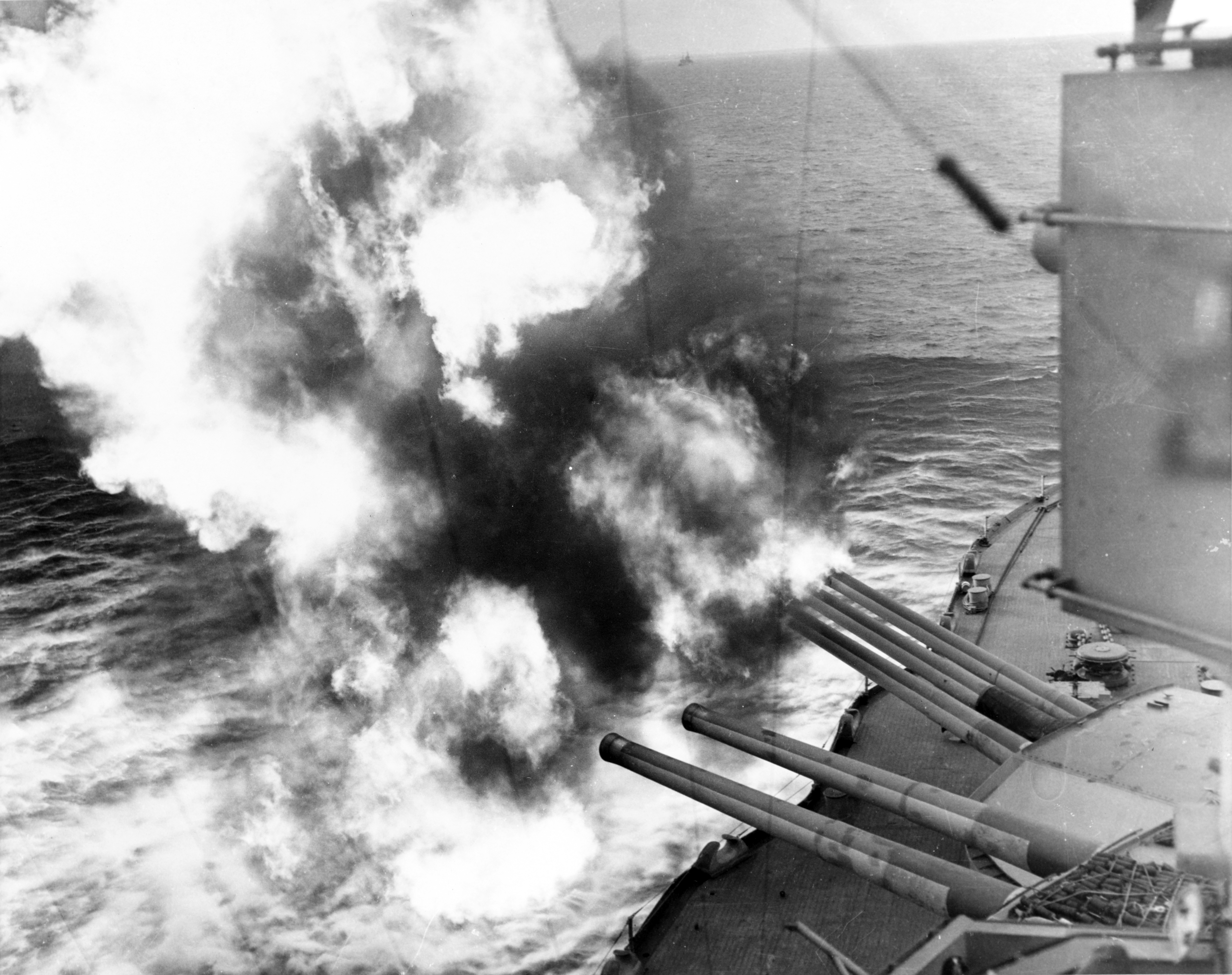
Nevada yểm trợ cho cuộc đổ bộ lên bãi biển Utah, ngày 6 tháng 6 năm 1944.

Nevada nổi trở lại vào ngày 12 tháng 2 năm 1942 và được cho sửa chữa tạm thời tại Trân Châu Cảng để có thể quay về xưởng hải quân Puget Sound cho một cuộc đại tu toàn bộ. Cuộc đại tu này kéo dài cho đến hết năm 1942, và đã làm thay đổi diện mạo của chiếc thiết giáp hạm cũ, trông gần giống những chiếc thuộc lớp South Dakota. Các khẩu pháo 127 mm (5"/51 và 5"/25) được thay thế bằng 16 khẩu pháo 127 mm (5")/38 caliber bố trí trên những tháp súng đôi. Sau đó Nevada khởi hành đi Alaska, nơi nó thực hiện bắn phá yểm trợ từ ngày 11 đến ngày 18 tháng 5 năm 1942 để chiếm đóng Attu.
Nevada sau đó khởi hành hướng đến xưởng hải quân Norfolk trong tháng 6 nơi nó tiếp tục được hiện đại hóa. Sau khi hoàn tất, Nevada thực hiện vai trò hộ tống vận tải tại Đại Tây Dương. Những chiếc thiết giáp hạm cũ như chiếc Nevada được phối thuộc cho nhiều đoàn tàu vận tải vượt Đại Tây Dương để bảo vệ chúng khỏi bị các tàu chiến chủ lực Đức có thể mạo hiểm ra khơi tấn công. Một trong các đoàn tàu vận tải được Nevada bảo vệ là đoàn tàu UT-2, bao gồm 20 tàu vận tải và tàu chở quân được hộ tống bởi 9 tàu khu trục, 4 tàu quét mìn nhanh và 1 tàu khu trục hộ tống cùng Nevada, tất cả đặt dưới quyền chỉ huy của Chuẩn Đô đốc Carleton F. Bryant, người đã chọn Nevada làm kỳ hạm của mình. Sau khi rời New York ngày 5 tháng 9, họ hướng về eo biển Bắc; không có sự tiếp xúc nào đối với lực lượng đối phương, và những con tàu hoàn tất hành trình sau mười ngày. Số tàu trên quay trở về Hoa Kỳ vào cuối tháng 9 dưới tên gọi đoàn tàu TU-2.
Sau khi hoàn tất thêm nhiều chuyến hộ tống vận tải, Nevada đi đến Anh Quốc vào tháng 4 năm 1944 nhằm chuẩn bị cho cuộc đổ bộ Normandie. Nó được chọn làm kỳ hạm cho Chuẩn Đô đốc Morton Deyo trong chiến dịch này. Trong cuộc đổ bộ, Nevada bắn pháo hỗ trợ cho các lực lượng trên bờ từ ngày 6 đến ngày 17 tháng 6, và một lần nữa vào ngày 25 tháng 6; trong giai đoạn này, nó bắn pháo vào các vị trí phòng thủ cố định trên bán đảo Cherbourg. Các quả đạn của nó bắn xa đến 27 km (17 dặm) vào sâu trong đất liền để phá vỡ các cuộc tập trung quân và phản công của Đức, cho dù bản thân nó bị phản pháo 27 lần (cho dù không trúng). Nevada sau đó được tán dương do hỏa lực có "độ chính xác lạ lùng" khi yểm trợ các lực lượng bị bao vây, bởi một số mục tiêu mà nó bắn trúng chỉ cách tiền duyên của quân Đồng Minh 550 m (600 yard). Nevada là chiếc tàu chiến duy nhất hiện diện trong cả hai trận Trân Châu Cảng và đổ bộ Normandie.

### Miền Nam nước Pháp và Iwo Jima
Sau ngày D, lực lượng Đồng Minh hướng đến Toulon cho một cuộc tấn công đổ bộ thứ hai mang mật danh Chiến dịch Dragoon. Để yểm trợ cho chiến dịch này, nhiều tàu chiến được gửi từ các bãi biển Normandie đến Địa Trung Hải; bao gồm năm thiết giáp hạm: Nevada, Texas, Arkansas của Hoa Kỳ, Ramillies của Anh Quốc và Lorraine của nước Pháp Tự Do; ba tàu tuần dương hạng nặng Hoa Kỳ: Augusta, Tuscaloosa và Quincy cùng nhiều tàu khu trục và tàu đổ bộ được gửi về hướng nam.
Nevada hỗ trợ cho chiến dịch này từ ngày 15 tháng 8 đến ngày 25 tháng 9 năm 1944, đấu pháo "tay đôi" cùng "Big Willie": một pháo đài được tăng cường đáng kể bằng bốn khẩu pháo 340 mm/45 Modèle 1912 bố trí trên hai tháp pháo đôi. Những khẩu pháo này được vớt lên từ chiếc thiết giáp hạm Pháp Provence sau khi hạm đội Pháp bị đánh đắm tại Toulon; những khẩu pháo này có tầm bắn xa đến 35 km (22 dặm) và chúng kiểm soát mọi ngả đường đi đến cảng Toulon. Thêm nữa, chúng còn được củng cố bằng các tấm giáp dày dựng vào sườn núi đảo Saint Mandrier. Do những mối nguy hiểm này, các con tàu yểm trợ hỏa lực trong chiến dịch này được lệnh phải san bằng pháo đài này. Bắt đầu từ ngày 19 tháng 8 và được tiếp tục trong suốt những ngày tiếp theo sau, một hoặc nhiều chiếc tàu chiến hạng nặng nả pháo vào nó kết hợp cùng không kích ném bom tầm thấp. Sang ngày 23 tháng 8, lực lượng bắn phá do Nevada dẫn đầu đã giáng được đòn "chí mạng" vào pháo đài trong suốt sáu giờ rưỡi bắn phá, khi Nevada nả đến 354 loạt đạn. Toulon thất thủ vào ngày 25 tháng 8, nhưng bản thân pháo đài, cho dù dường như đã bị "băm nát ra thành nhiều mảnh", vẫn tiếp tục cầm cự được thêm ba ngày nữa.

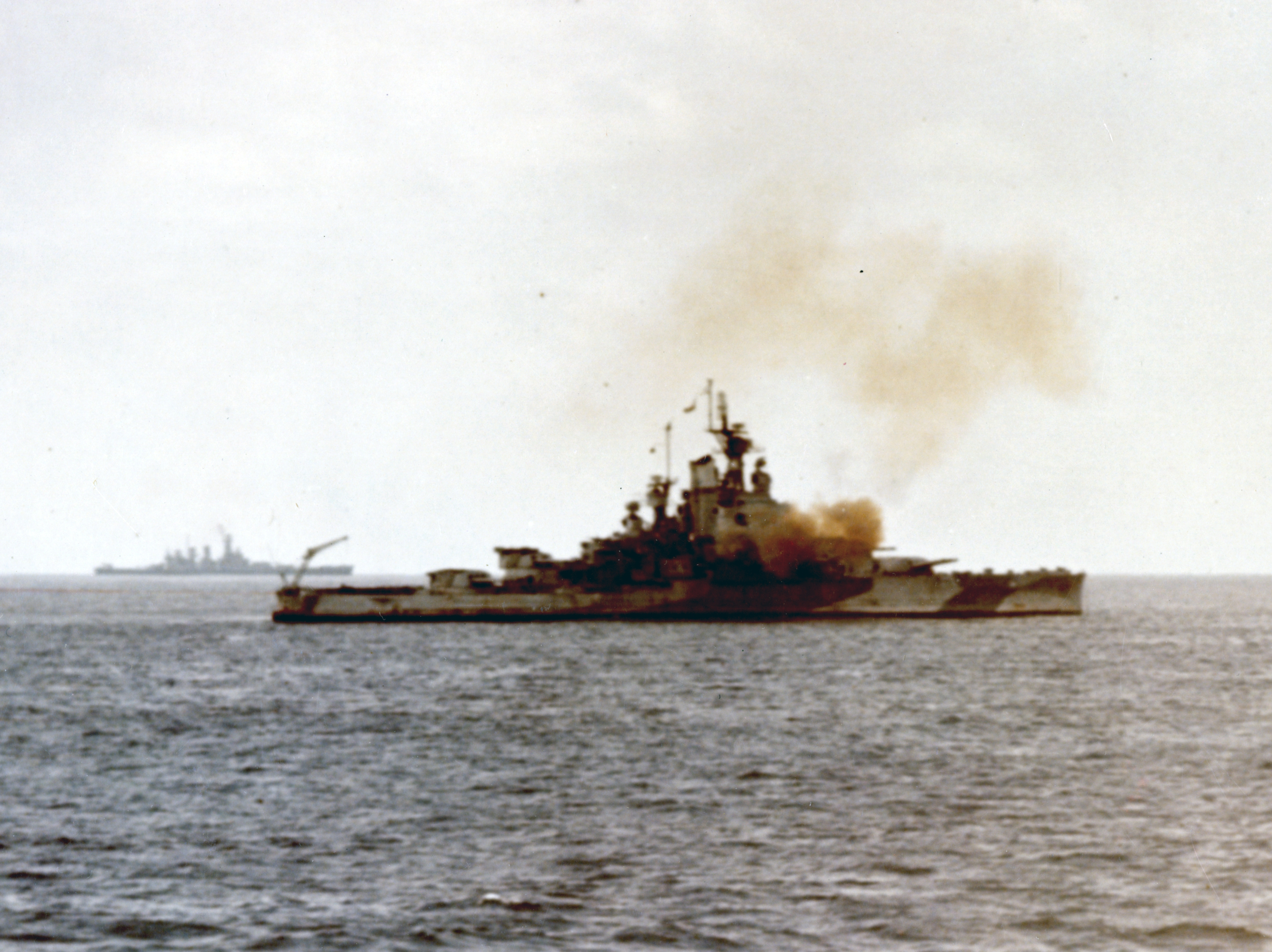
Nevada bắn phá Iwo Jima, ngày 19 tháng 2 năm 1945.

Sau đó Nevada lên đường hướng về New York để bảo trì các khẩu pháo của nó. Ngoài ra, các khẩu pháo 356 mm/45 caliber trên tháp pháo số 1 được thay thế bằng pháo Mark 8 tháo dỡ từ tháp pháo số 2 của chiếc Arizona; những khẩu pháo mới này được nâng cấp theo tiêu chuẩn Mark 12. Sau khi hoàn tất, nó khởi hành đi Thái Bình Dương và đi đến Iwo Jima ngày 16 tháng 2 năm 1945 chuẩn bị cho việc bắn phá yểm trợ cuộc chiếm đóng hòn đảo này. Nó thực hiện nhiệm vụ nói trên cho đến tận ngày 7 tháng 3, và trong khi nả pháo, nó tiến đến gần sát hòn đảo ở khoảng cách 550 m (600 yard) để cung cấp hỏa lực tối đa cho lực lượng trên bộ tấn công.

### Okinawa và Nhật Bản
Ngày 24 tháng 3 năm 1945, Nevada gia nhập Lực lượng Đặc nhiệm 54 (TF 54) ngoài khơi Okinawa nhằm bắn phá chuẩn bị cho việc tấn công chiếm đóng hòn đảo này. Các tàu chiến của Lực lượng Đặc nhiệm TF 54 di chuyển vào vị trí xuất phát trong đêm 23 tháng 3 để bắt đầu thực hiện nhiệm vụ bắn phá vào rạng sáng ngày 24. Cùng với các lực lượng khác, Nevada nả pháo vào các sân bay, kho dự trữ, các công trình phòng ngự và các điểm tập trung quân lính của Nhật Bản. Tuy nhiên, sau khi rút lui và nghỉ ngơi vào ban đêm, rạng sáng ngày hôm sau "mở ra như sấm chớp" khi bảy chiếc máy bay tấn công cảm tử kamikaze tấn công vào lực lượng đặc nhiệm trong khi nó không được bảo vệ từ trên không. Một máy bay kamikaze, cho dù đã bị súng phòng không bắn trúng liên tục, vẫn bổ nhào lên sàn tàu chính của chiếc Nevada bên cạnh tháp súng số 3, giết chết 11 người và làm bị thương 49 người khác; nó cũng phá hủy cả hai khẩu pháo 356 mm (14") của tháp súng này và ba khẩu đội súng phòng không 20 mm. Hai người khác bị thiệt mạng vì hỏa lực của một khẩu đội pháo duyên hải trên bờ bắn trúng vào ngày 5 tháng 4. Cho đến ngày 30 tháng 6, nó vẫn thường trực ngoài khơi Okinawa; rồi sau đó nó được chuyển sang Đệ Tam hạm đội từ ngày 10 tháng 7 đến ngày 7 tháng 8, đưa Nevada tiến sát đến tầm bắn vào các đảo chính quốc Nhật Bản trong những ngày cuối cùng của cuộc chiến, tuy nhiên nó đã không tham gia vào việc bắn phá các đảo chính quốc Nhật Bản.

## Sau chiến tranh

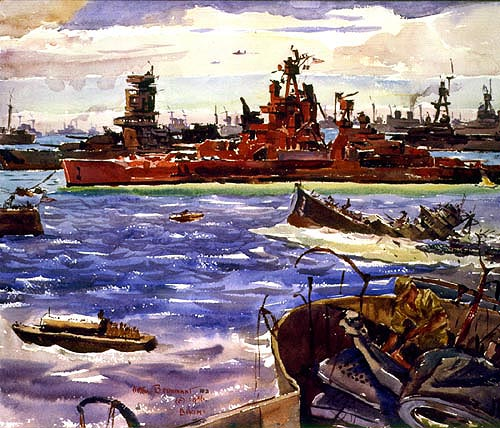
Một bức tranh màu nước của Hải quân Mỹ do Arthur Beaumont vẽ trên cầu tàu chiếc Arkansas sau thử nghiệm "Able"; chiếc tàu màu cam là Nevada.

Nevada quay về Trân Châu Cảng sau một giai đoạn ngắn hỗ trợ việc chiếm đóng Nhật Bản trong vịnh Tokyo. Sau đó Nevada được khảo sát đánh giá, và với tuổi đời lên đến trên 32 năm, nó được xem là quá cũ để được giữ lại trong hạm đội sau chiến tranh. Kết quả là nó được chọn làm tàu mục tiêu cho cuộc thử nghiệm nguyên tử Bikini (Chiến dịch Crossroads) vào tháng 7 năm 1946. Thử nghiệm này bao gồm việc cho nổ hai quả bom nguyên tử để khảo sát hiệu quả của chúng trên các con tàu chiến. Nevada được chỉ định làm "tọa độ chết" cho thử nghiệm thứ nhất mang tên mã 'Able', sử dụng một vũ khí ném từ máy bay, và do đó nó được sơn một "màu vàng cam xấu xí" nhằm giúp cho hoa tiêu có thể ngắm mục tiêu dễ dàng. Tuy nhiên, ngay cả với màu sắc tương phản rõ ràng, quả bom vẫn bị ném chệch mục tiêu đến 1.500 m (1.700 yard) và phát nổ bên trên chiếc tàu sân bay hạng nhẹ Independence. Nevada cũng chịu đựng được cả thử nghiệm bom nguyên tử thứ hai mang tên mã 'Baker', một vụ nổ sâu dưới mặt nước 27 m (90 ft), nhưng nó bị hư hỏng và nhiễm xạ rất nặng. Nevada sau đó được kéo về Trân Châu Cảng và được cho ngừng hoạt động vào ngày 29 tháng 8 năm 1946.
Sau khi được khảo sát cẩn thận tại Trân Châu Cảng, chuyến đi cuối cùng của nó là vào ngày 31 tháng 7 năm 1948, khi thiết giáp hạm Iowa cùng hai tàu chiến khác sử dụng chiếc Nevada như một mục tiêu để thực hành tác xạ. Ba chiếc tàu chiến đã không thể đánh chìm chiếc Nevada, nên nó được ban một phát ân huệ cuối cùng là một quả ngư lôi phóng từ máy bay đánh trúng phía giữa tàu. Nevada chìm ở vị trí 97–105 km (60–65 dặm) về phía Tây Nam Trân Châu Cảng.